# Gottaï
Gottaï (também escrito El Gottaï) é uma vila na comuna de Magrane, no distrito de Magrane, província de El Oued, Argélia. Está localizada a 28 quilômetros (17 milhas) ao norte da capital provincial El Oued.
É um "lugar pequeno", com "fronteiras indefinidas".